# رون كلارك بال
رون كلارك بال (بالإنجليزية: Ron Clark Ball)‏ (24 يوليو 1959 في الولايات المتحدة)؛ روائي أمريكي.